# Andrei Vieru
Andrei Vieru (n. 1958, București) este un pianist, scriitor, pictor și matematician român.
Andrei Vieru s-a născut într-o familie de muzicieni: tatăl lui a fost compozitorul Anatol Vieru iar mama lui este muzicolog. După terminarea Conservatorului din București a urmat cursuri cu Carlo Zecchi la Salzburg și Lev Naoumov la Moscova. Este de asemenea unul dintre elevii străluciți ai pianistului Dan Grigore.
În 1988, Andrei Vieru s-a stabilit la Paris. Este de asemenea prezent pe numeroase scene internaționale, în Belgia, Marea Britanie, Germania, Italia și Canada.
Repertoriul lui Andrei Vieru cuprinde piese ca: Variațiunile Goldberg, Clavecinul bine temperat, Arta Fugii și partitele de J. S. Bach, sonate și variațiuni de Beethoven, sonate de Liszt, Concertul nr. 3 de Rahmaninov, Concertul nr. 2 de Prokofiev sau lucrări pentru pian de Scriabin.

## Discografie
- J.S.Bach, Variațiunile Goldberg, BWV 988, Electrecord ST-ECE 03250, înregistrare din concert realizată la Ateneul Român, 17 decembrie 1985

- Liszt:  Sonate en si mineur, INA — Mémoire vive, Concert Paris, Grand Auditorium Radio-France, 22 februarie 1989
- Beethoven:  6 Bagatelles op.126, INA — Mémoire vive, anul 2000
- J.S. Bach:  l’Art de la fugue, INA — Mémoire vive,
- Scriabine:  9e Sonate, Désir op. 57, Poème op. 59 n°2, INA — Mémoire vive,

- Beethoven: 11 Bagatelles op. 119, Chez Harmonia Mundi,
- Beethoven:  Variations Diabelli op. 120, Chez Harmonia Mundi,
- Moussorgski:  Tableaux d’une exposition, Chez Harmonia Mundi,
- Stravinsky:  Sacre du printemps (la două piane, împreună cu pianistul Dan Grigore), Chez Harmonia Mundi,
- J.S. Bach:  Extraits d’Anna Magdalena Bach, Chez Harmonia Mundi,
- J.S. Bach-Vieru:  Quatorze canons sur les huit premières notes du thème des variations Goldberg, Chez Harmonia Mundi,
- J.S. Bach:  Variations Goldberg, Chez Harmonia Mundi,

- J.S. Bach:  Clavier bien tempéré (Premier livre), Chez Alpha,
- J.S. Bach:  Clavier bien tempéré (Deuxième livre), Chez Alpha,

## Premii
- Premiul Nadia și Lili Boulanger, 1996, din partea Academiei de Arte Frumoase franceze.[3]

## Scrieri
- Le gai Ecclésiaste, subintitulat „Regards sur l’art“, Editura Seuil, colecția „Réflexion“, 2007
- Éloge de la vanité, Editura Grasset, 8 mai 2013
- Ecleziastul vesel, Editura Curtea Veche, 2013 prima ediție, 2019 ediția a II a
- Elogiul vanității, Editura Humanitas, 2015
- Elogiul frontierelor. Mic tratat de libertate, Editura Humanitas, 2021